# Agathis robusta
Agathis robusta — вид хвойних рослин родини араукарієвих.

## Поширення, екологія
Ареалом рослини є Австралія (Квінсленд); Папуа Нова Гвінея (архіпелаг Бісмарка, Папуа Нова Гвінея (головний острів групи). Це дерево, що росте на низовинах субтропічних і тропічних вічнозелених лісів або напів-вічнозелених гірських дощових лісів. Росте на висотах від 5 до 1900 м над рівнем моря.

## Морфологія
Однодомне дерева 25–30(43) м заввишки і 100–150(200) см діаметром; Стовбур прямий, вільний від гілля більше половини довжини; крона щільна. Кора помаранчево-коричнева, коричнева або сіро-коричнева; гладка, злегка відшаровується. Внутрішня кора забарвлена в суміш червоного, рожевого і коричневого кольорів. Листки розташовані на черешках довжиною 3–10 мм, від лінійних до еліптичних, 5–13 × 1–4 см, жорсткі; вени тонкі, поздовжні, більш-менш паралельні. Підліткові листки подібні, але довгасто-ланцетні, гострі, 6–7 × 1–2 см, голі, зелені, блискучі зверху і тьмяні знизу. Шишки від глобулярних до циліндричних, 9–15 × 8–10.5 см. Пилкові шишки коротко черешчаті або майже сидячі, циліндричні, розміром 4–8.5(10) × 0,7–0,9 см при зрілості у липні-вересні. Насіння вузько серцеподібне, крилате. Деревина кремово-біла або блідо-коричнева.

## Використання
Не вирубується у Квінсленді, але вирубується у Папуа Новій Гвінеї, хоча і в обмеженому, локальному масштабі.

## Загрози та охорона
Природоохоронні території ефективно захищають рослину в Квінсленді.